# Atlanta United FC
Atlanta United FC je americký fotbalový klub sídlící v Atlantě. Atlanta hraje ve východní konferenci severoamerické Major League Soccer. Největším úspěchem týmu je vítězství v sezoně 2018.

## Historie

### První návrhy na rozšíření MLS
V době, kdy byl tým oznámen, byla Atlanta největší metropolitní oblastí bez MLS. Majitel Atlanty Falcons Arthur Blank
předložil nabídku na rozšíření již v roce 2008, na začátku roku 2009 ale nabídku stáhnul, protože nenašel partnery pro stavbu adekvátního stadionu pro nově oznámený tým. Dne 10. července 2010 Dan Courtemanche, výkonný viceprezident MLS pro komunikaci, řekl, že navzdory stažení nabídky došlo na diskusi s Blankem ohledně potenciálního rozšíření MLS do Atlanty.

### Nabídka na rozšíření MLS
Dne 31. května 2011 byl hokejový tým Atlanta Thrashers prodán skupině True North Sports & Entertainment a následně bylo oznámeno, že tým se stěhuje do Winnipegu, kde se přejmenuje na Winnipeg Jets. Přemístění Thrashers pomohlo k obnovení rozhovorů o rozšíření MLS právě do Atlanty
. V květnu 2012, když stadion pro Falcons prošel schvalovacím procesem, komisař MLS Don Garber označil Atlantu jako jednoho ze tří „nejzajímavějších“ trhů pro budoucí rozšíření ligy. Když Blank prezentoval svůj návrh na výročním sjezdu pro permanentkáře Falcons, uvedl, že dalším přínosem nového stadionu je to, že by mohl napomoci přilákání MLS a potenciálně hostit utkání fotbalového MS. Později toho roku Garber řekl, že jestli Falcons dokončí plány na nový stadion, MLS zváží, jak by mohl být tým MLS součástí jejich plánů
. V březnu 2013 byly schváleny zakázky za 30 milionů dolarů na výkup pozemků pro nový stadion. Stadion měl být otevřen v roce 2017 a měl by být uzpůsobený na fotbal. V dubnu 2014 Blank oznámil, že MLS se rozšíří a jeho tým začne hrát v roce 2017. Atlanta se stala druhým týmem amerického jihovýchodu během pěti měsíců, který dostal povolení ke vstupu do MLS, ke konci roku 2013 již byl oznámen tým Orlando City SC. Jihovýchod byl bez týmu v MLS poté, co v roce 2001 zanikly týmy Miami Fusion a Tampa Bay Mutiny.

### Inaugurační sezona
První zápas MLS odehrála Atlanta 5. března 2017 na Bobby Dodd Stadium s návštěvností 55 297. První gól historie klubu vstřelil Yamil Asad, Atlanta přesto prohrála 1:2 s New York Red Bulls. O týden později Atlanta porazila další nový klub, Minnesotu, 6:1 a připsala si první výhru v historii. O týden později si Atlanta připsala první domácí vítězství, před vyprodaným stadionem vyhrála 4:0 nad Chicagem. Atlanta se následně přestěhovala na Mercedes-Benz Stadium a lámala rekordy v návštěvnosti MLS. Atlantě se jako třetímu týmu podařilo v inaugurační sezoně postoupit do play-off po umístění na děleném 3. místě východní konference. V prvním kole narazila na Columbus Crew, zápas sledovalo 67 221 diváků. Po 120 minutách bez gólu rozhodl penaltový rozstřel, který Columbus vyhrál 3:1.

### Atlanta United – Šampion MLS
Ve své druhé sezoně Atlanta skončila druhá ve východní konferenci a podruhé v řadě postoupila do play-off. V play-off postupně vyřadila oba týmy z New Yorku (City i Red Bulls) a postoupila do finále. Ve finále hraném 8. prosince Atlanta na svém domácím stadionu vyzvala Portland Timbers. Pro Atlantu se jednalo o první finálové utkání velké americké soutěže od roku 1995, když tým MLB Atlanta Braves ovládl Světovou sérii. Atlanta finále po gólech Martíneze a Escobara vyhrála 2:0 a již ve své druhé sezoně v historii mohla slavit celkové vítězství. Útočník Josef Martínez, který k celkové výhře přispěl 50 góly, obdržel cenu pro nejlepšího hráče MLS a kouč Gerardo Martino se stal trenérem roku.

## Soupiska
Aktuální k 6. 2. 2019
| Číslo |           | Pozice | Hráč                   |
| ----- | --------- | ------ | ---------------------- |
| 1     | USA       | B      | Brad Guzan             |
| 2     | Argentina | O      | Franco Escobar         |
| 3     | USA       | O      | Michael Parkhurst      |
| 4     | Guinea    | O      | Florentin Pogba        |
| 5     | Argentina | O      | Leandro González Pírez |
| 6     | USA       | Z      | Darlington Nagbe       |
| 7     | Venezuela | Ú      | Josef Martínez (DP)    |
| 8     | Argentina | Z      | Ezequiel Barco (DP)    |
| 9     | Jamajka   | Ú      | Romario Williams       |
| 10    | Argentina | Z      | Pity Martínez (DP)     |
| 11    | Argentina | Z      | Eric Remedi            |
| 12    | USA       | O      | Miles Robinson (GA)    |
| 13    | USA       | B      | Brendan Moore          |
| 15    | Paraguay  | Ú      | Héctor Villalba        |
| 18    | USA       | Z      | Jeff Larentowicz       |

| Číslo |           | Pozice | Hráč                 |
| ----- | --------- | ------ | -------------------- |
| 19    | USA       | Ú      | Brendan Vazquez      |
| 20    | USA       | O      | Brek Shea            |
| 21    | USA       | O      | George Bello (HG)    |
| 22    | USA       | O      | Mikey Ambrose        |
| 23    | USA       | Ú      | Lagos Kunga (HG)     |
| 24    | Německo   | Z      | Julian Gressel       |
| 25    | USA       | B      | Alec Kann            |
| 26    | Irsko     | O      | Jon Gallagher        |
| 28    | Anglie    | Z      | Dion Pereira         |
| 30    | USA       | Z      | Andrew Carleton (HG) |
| 32    | Německo   | Z      | Kevin Kratz          |
| 33    | Německo   | Ú      | Gordon Wild (GA)     |
| 35    | Nigérie   | Ú      | Patrick Okonkwo (HG) |
|       | USA       | Z      | Chris Goslin (HG)    |
|       | Venezuela | O      | José Hernández       |

Poznámky
- DP – „Designated Player“ – Hráč nad rámcem platového stropu
- HG – „Homegrown Player“ – Hráč z místní akademie
- GA – „Generation Adidas“ – Mladý hráč z projektu Generation Adidas

## Umístění v jednotlivých sezonách
| Major League Soccer (2017 – ) |                     |    |    |   |    |      |                     |          |         |             |
| Sezóna                        | Liga                | Z  | V  | R | P  | Body | Pozice (liga/konf.) | Play-off | Pohár   | Liga mistrů |
| 2017                          | Major League Soccer | 34 | 15 | 9 | 10 | 55   | 3. / 3.             | 1. kolo  | 5. kolo | —           |
| 2018                          | Major League Soccer | 34 | 21 | 7 | 6  | 69   | 2. / 2.             | 1.       | 5. kolo | —           |

## Trenéři
| Jméno           | Roky působení                     |
| --------------- | --------------------------------- |
| Gerardo Martino | 27. září 2016 – 10. prosince 2018 |
| Frank de Boer   | 23. prosince 2018 –               |

## Rekordy

### Nejvíce startů
Aktuální k 9. 2. 2019
| #  | Pozice   | Jméno                  | Národnost | Atlanta   | MLS | Play-off | Pohár | Mez. | Celkem |
| -- | -------- | ---------------------- | --------- | --------- | --- | -------- | ----- | ---- | ------ |
| 1  | Záložník | Julian Gressel         | Německo   | 2017–     | 65  | 6        | 4     | 0    | 75     |
| 2  | Obránce  | Leandro González Pírez | Argentina | 2017–     | 64  | 6        | 3     | 0    | 73     |
| 2  | Obránce  | Jeff Larentowicz       | USA       | 2017–     | 67  | 5        | 1     | 0    | 73     |
| 4  | Obránce  | Michael Parkhurst      | USA       | 2017–     | 66  | 6        | 0     | 0    | 72     |
| 5  | Záložník | Miguel Almirón         | Paraguay  | 2017–2018 | 62  | 6        | 2     | 0    | 70     |
| 6  | Útočník  | Héctor Villalba        | Paraguay  | 2017–     | 62  | 6        | 1     | 0    | 69     |
| 7  | Útočník  | Josef Martínez         | Venezuela | 2017–     | 54  | 6        | 1     | 0    | 61     |
| 8  | Brankář  | Brad Guzan             | USA       | 2017–     | 47  | 6        | 0     | 0    | 53     |
| 9  | Záložník | Kevin Kratz            | Německo   | 2017–     | 47  | 1        | 4     | 0    | 52     |
| 10 | Obránce  | Chris McCann           | Irsko     | 2017–2018 | 45  | 3        | 2     | 0    | 50     |

### Nejvíce gólů
Aktuální k 31. 1. 2019
| # | Pozice   | Jméno           | Národnost | Atlanta   | MLS | Play-off | Pohár | Mez. | Celkem |
| - | -------- | --------------- | --------- | --------- | --- | -------- | ----- | ---- | ------ |
| 1 | Útočník  | Josef Martínez  | Venezuela | 2017–     | 50  | 4        | 1     | 0    | 55     |
| 2 | Záložník | Miguel Almirón  | Paraguay  | 2017–2018 | 21  | 1        | 0     | 0    | 22     |
| 3 | Útočník  | Héctor Villalba | Paraguay  | 2017–     | 20  | 1        | 0     | 0    | 21     |
| 4 | Záložník | Julian Gressel  | Německo   | 2017–     | 9   | 0        | 1     | 0    | 10     |
| 5 | Útočník  | Yamil Asad      | Argentina | 2017      | 7   | 0        | 0     | 0    | 7      |
| 6 | Záložník | Ezequiel Barco  | Argentina | 2018–     | 4   | 0        | 1     | 0    | 5      |
| 7 | Záložník | Kevin Kratz     | Německo   | 2017–     | 3   | 0        | 1     | 0    | 4      |
| 8 | Obránce  | Franco Escobar  | Argentina | 2018–     | 1   | 2        | 0     | 0    | 3      |
| 8 | Obránce  | Greg Garza      | USA       | 2017–2018 | 3   | 0        | 0     | 0    | 3      |
| 8 | Útočník  | Brandon Vazquez | USA       | 2017–     | 1   | 0        | 2     | 0    | 3      |